# Antonio Pigafetta
«Антоніо Пігафетта» (італ. Antonio Pigafetta) — військовий корабель, ескадрений міноносець типу «Навігаторі» Королівських ВМС Італії за часів Другої світової війни.